# キュウソネコカミ
キュウソネコカミは、日本の5人組バンド。所属事務所はスピードスター・ミュージック。レーベルはエキセントリックレコーズJVC / JVC / Getting Better。略称は「キュウソ」。公式ファンクラブは「メゾンネズミ」。

## 来歴
2010年春、神戸バックビートで初ライブ。活動当初は集客5人以下のライブもよくあった。
2011年11月25日、神戸マージービートにてBa.はがね丸が脱退し、同時にカワクボが加入。
RO69JACK2011に出場し、入賞。
2012年3月、エキセントリックレコーズより初の全国流通盤となるアルバム『10代で出したかった』をリリース。
2013年4月7日、新代田フィーバーにて「キュウソネコカミ『DMCC』〜ホントのワンマン〈東京編〉」4月14日、梅田シャングリラにて「キュウソネコカミ『DMCC』〜ホントのワンマン<大阪編>」と題するキュウソネコカミ初のワンマンライブを行う。
2014年4月1日、YouTubeにて「重めの発表」を公開し、マネージャー共々JVCケンウッド・ビクターエンタテインメントへの移籍を発表。同年6月18日、メジャー第1弾作品『チェンジ ザ ワールド』をGetting Betterレーベルからリリース。メジャーデビュー後も関西のライブハウスを中心に活動している。
同年10月6日から、J-WAVEで放送されているラジオ番組『THE KINGS PLACE』の月曜パーソナリティーを2016年9月まで担当。
2021年夏頃よりベースのカワクボが指の痛みのため演奏活動を休止、同年11月27日に体調不良のためライブ活動休止を発表した。以降は空きっ腹に酒のシンディをサポートベースに迎えてライブを行った。2022年12月25日のファンクラブ会員限定公演『We are 5RATS』にてライブ活動を再開したが、2023年9月22日、心身の不調の治療に専念するため活動を休止することが発表された。

## メンバー
ヤマサキ セイヤ （1987年4月17日（38歳） - ）血液型A型。
ボーカル・ギター担当。和歌山県御坊市出身。本名：山崎正也。a.k.a 赤ネットシコ太郎。かつての所属バンドは「セルフボラギノール」。中高はバレーボール部で、大学へは指定校推薦で進学。
オカザワ カズマ （1988年6月28日（37歳） - ）血液型A型。
ギター担当。兵庫県多紀郡西紀町（篠山市を経て現・丹波篠山市）出身。本名：岡澤和真。かつての所属バンドは「セルフボラギノール」。キュウソネコカミのクイズ王。2021年2月21日放送のテレビ朝日系「パネルクイズ アタック25」に出演しトップ賞を獲得した。
カワクボ タクロウ （1987年6月16日（38歳） - ）血液型B型。
ベース担当。静岡県掛川市出身。本名：川久保拓朗。身長159.6cm。大学は8年かけて卒業している。カレー好き。2023年9月22日、心身の不調の治療に専念するため活動を休止することを発表。
ヨコタ シンノスケ（1987年8月17日（37歳） - ）血液型A型。
キーボード・ボーカル担当。大阪府出身。かつての所属バンドは「BLANK MAP」。2017年10月15日にTwitterにて結婚を発表。大学へはAO入試で進学。人間ドックの診断結果、血液型がB型では無くA型だった事が判明。
ソゴウ タイスケ（1987年9月12日（37歳） - ）血液型A型。
ドラムス担当。愛媛県新居浜市出身。本名：十河泰輔。かつての所属バンドは「バカ力」。関西出身バンドのドラマーで構成されるグループ「ソゴウ会」の会長を務めている。

### 元メンバー
はがね丸（ベース）
2011年まで在籍していた。

## ディスコグラフィ

### シングル

#### 配信シングル
|      | 発売日         | タイトル             | 収録アルバム   | 備考                                              |
| ---- | -------------- | -------------------- | -------------- | ------------------------------------------------- |
| 1st  | 2017年2月22日  | 邪邪邪VSジャスティス | にゅ〜うぇいぶ |                                                   |
| 2nd  | 2019年5月1日   | ギリ昭和 〜完全版〜  | 未収録         | 令和開始日に配信                                  |
| 3rd  | 2020年1月1日   | Welcome to 西宮      | ハリネズミズム |                                                   |
| 4th  | 2020年5月20日  | おいしい怪獣         | モルモットラボ |                                                   |
| 5th  | 2020年7月15日  | 御目覚               | モルモットラボ |                                                   |
| 6th  | 2020年10月2日  | ポカリ伝説           | モルモットラボ |                                                   |
| 7th  | 2022年5月25日  | 優勝                 | 私飽きぬ私     | 東京スカパラダイスオーケストラのホーン隊4名が参加 |
| 8th  | 2022年8月10日  | 住環境               | 私飽きぬ私     | FM802のDJ飯室大吾が参加                           |
| 9th  | 2022年10月19日 | 真理                 | 私飽きぬ私     |                                                   |
| 10th | 2023年1月15日  | 私飽きぬ私           | 私飽きぬ私     |                                                   |
| 11th | 2024年4月3日   | 一喜一憂             | 出現！鼠浄土   |                                                   |
| 12th | 2024年6月19日  | ネコカミたい         | 出現！鼠浄土   |                                                   |

### 書籍
- はぐれネズミ純情派。(2016年03月12日/9784907435790)
  - カワクボタクロウとヨコタシンノスケの連載コラムを書籍化したもの。限定版はポーチ付き。

### グッズ
- ネズミくん公式LINEスタンプ(2014年10月19日)
- 「CUNE」コラボTシャツ(2016年12月17日)東京・CUNE CUNE 吉祥寺、CUNE下北沢店、原宿店、福岡店限定発売
- ネズミくんTカード(2017年4月25日)
- ネズミくんクレーンゲーム専用景品(2017年11月17日)

## タイアップ
| 曲名                 | タイアップ                                                                              |
| -------------------- | --------------------------------------------------------------------------------------- |
| ビビった             | 『スペースシャワーTV』2014年6月度POWER PUSH                                             |
| GALAXY               | フジテレビ系アニメ『ドラゴンボール改』エンディングテーマ                                |
| MEGA SHAKE IT!       | ハウスウェルネスフーズ「メガシャキ」CMソング                                            |
| イマジネンス         | Right-On「2015冬の衝撃祭」CMソング                                                      |
| 辛あわせ             | 江崎グリコビーフカレー「LEE」Web CMソング                                               |
| わかってんだよ       | 映画『14の夜』主題歌                                                                    |
| 邪邪邪VSジャスティス | NHKドラマ『スリル!〜赤の章・黒の章〜』主題歌                                            |
| 家                   | 「タマホーム」CMソング                                                                  |
| ハッピーポンコツ     | フジテレビTWO ドラマ『GAKUYA〜開場は開演の30分前です〜』主題歌                          |
| イキがいいのだ       | 明治「キシリッシュ」発売20周年記念キャンペーンソング                                    |
| 越えていけ           | NHKアニメ『メジャーセカンド』オープニングテーマ 東京マラソン2019 ポカリスエットCMソング |
| 御目覚               | HTB情報番組『イチモニ!』PRソング                                                        |
| おいしい怪獣         | 河崎実監督映画『三大怪獣グルメ』主題歌                                                  |
| 華麗なる飯           | 日清カレーメシ コラボソング                                                             |
| 一喜一憂             | MBSテレビ、MBSラジオ『MBSベースボールパーク』2024年テーマソング                         |

## ライブ

### 主催ライブ・ツアー
- 太字日程はイベントと共催または他バンドのツアーに帯同

## 出演

### ラジオ
- 月極うたぐみ（201306月、MBSラジオ）
- キュウソネコカミのオールナイトニッポンR（2014年6月28日、ニッポン放送）
- ミッドナイト・ダイバーシティー〜正気のSaturday Night（2016年10月 - 、JFN FMラジオ） - 第4週目DJ（ヤマサキのみ）[13]
- キュウソネコカミのZOOM!!802〜ギリ平成を駆け抜けろ〜（2018年12月、FM802）マンスリーDJ（ヤマサキのみ）
- 関西バンドサミット2020〜新春SP〜（2020年1月1日、MBSラジオ）（ヤマサキのみ）
- FRIDAY Cruisin' Map!!（2020年4月 - 2020年12月、FM802）キュウソネコカミ月一報告会のコーナーに毎月末出演

### テレビ
- 勇者ああああ（2019年1月18日、テレビ東京） - ヤマサキ、カワクボ、ソゴウのみ
- パネルクイズ アタック25（2021年2月21日、朝日放送テレビ） - 解答者としてオカザワ、応援者としてその他メンバー
- 有吉ゼミ（2021年11月29日、日本テレビ） - 大食いチャレンジャーとしてヤマサキ、応援でヨコタ
- 高見沢俊彦の美味しい音楽 美しいメシ（BS朝日）
  - 2023年6月30日 - ヨコタ、オカザワが出演[14]
  - 2024年12月13日[15]

### ウェブテレビ
- キュウソネコカミの木曜The NIGHT（2017年10月6日 - 27日、AbemaTV）[16]

### 映画
- 三大怪獣グルメ（2020年） - 市民 役[17]　※主題歌も担当

### CM
- メガシャキ（2015年4月 - 、CMソングのみ）
- タマホーム（2016年12月、2018年3月 - 8月、CMソング＋出演）

### 配信
- 2014年9月5日 - Ustream「〜ビクターロック祭り番外編〜 Getting Better presents“MUSIC TAGS vol.2”全員集合USTスペシャル！」
- 2016年2月26日 - ニコニコ生放送「キュウソネコカミ『DMCC REAL ONEMAN TOUR 2016』ツアーファイナル独占生中継」
- 2016年3月4日 - スペシャアプリ、SPACE SHOWER ON DEMAND、LINE LIVE「キュウソネコカミトーク番組」
- 2016年9月23日 - AbemaTV「キュウソネコカミ卒業ライヴ！THE KINGS PLACE LIVE独占生中継！」
- 2016年10月22日 - AbemaTV「キュウソネコカミ特番『キュウソネコカミの事、どれだけ“わかってんだよ”？〜シングルリリース記念特番〜』」
- 2017年4月30日 - AbemaTV「『TOWER ROCK!』特別版」
- 2017年10月2日 - LINE LIVE「NO MORE 大人の事情」
- 2017年11月9日 - LINE LIVE「キュウソネコカミ『メンヘラちゃん』MVできたよ！スペシャル」
- 2018年8月28日 - ニコニコ生放送「DMCC REAL ONEMAN TOUR 2018-The band編-」

## 連載
- skream!『キュウソネコカミの「ウィーアーXXXX!!」』（2013年11月 - 2015年11月）
- MUSICA『キュウソネコカミの社会のしがらみ』（2014年6月 - ）
- スペースシャワーモバイル『キュウソネコカミのはぐれネズミ純情派』（2014年6月 - ）

## エピソードなど
- ジャケットによく描かれているネズミのはマスコットキャラクターの「ネズミくん」。作者はますださえこ。アルカラの「くだけねこ」やgroup inouの「イルカのイルカくん」、芦沢ムネトの「フテネコ」とTシャツなどでコラボレーションしたこともある。
- アーティストイメージは写真ではなく全員のイラストで固定されており、CD発売時などにヤマサキセイヤのみ変化している。
- ライバルは同じく関西出身で、かつデビュー時期の近いKANA-BOONであると公言している。
- 顔文字「(ё)」がブログや歌詞によく登場する。(「死なんかなー」「友達仮」「前説」「ビビった」「スベテヨシゼンカナヤバジュモン」「ハッピーポンコツ」「伝統芸能」「ビーフ or チキン」「記憶にございません」「辛あわせ」「KENKO不KENKO」「家」 「馬乗りマウンティング」)
- ルーツミュージック[18]
  - ヤマサキ:ザ・ヴァインズ『Highly Evolved』
  - オカザワ:レイジ・アゲインスト・ザ・マシーン『Rage Against the Machine』
  - カワクボ:モーモールルギャバン『BeVeci Calopueno』
  - ヨコタ:スピッツ『空の飛び方』
  - ソゴウ:銀杏BOYZ『君と僕の第三次世界大戦的恋愛革命』
- 「10代で出したかった」に収録されている曲「キュウソネコカミ」は「RO69JACK」に入賞できなかったことをきっかけに作られた。
- 「DQNなりたい、40代で死にたい」では曲の途中でヤマサキセイヤがマイク片手に客の上を歩きコールをすること(通称クラウドウォーク)が恒例となっている（会場の規約で出来ない場合もある）。アルバム「人生はまだまだ続く」のジャケットはこれをイラスト化したもの。客の手が汚れないように綺麗な靴を使用している[19]。
- 「お願いシェンロン」では「筋斗雲」と書かれたビート板に乗り、同じく客の上を運ばれていく[20]。この曲がアニメ「ドラゴンボール」製作者の目に止まり、後に「GALAXY」でエンディングテーマを担当することになった[21]。
- 2013年のツアー「終電前には終わりますツアー」は、前回「僕たち解散しませんツアー」で対バンが多く終電を逃したという声が多かったため[22]。
- 「ウィーアーインディーズバンド!!」はメジャーデビュー後のライブでは「ウィーワーインディーズバンド!!」と歌われる[23]。
- 「空芯菜」は三宮の駅前の中華料理屋で食べた空芯菜が美味しかったことの感動で作られた[24]。
- 「良いDJ」はとあるDJに知り合いのバンドが「言ってはいけないこと」を言われたことに腹が立って書かれた[25]。
- 「ビビった」のMVではメジャーレーベルの上層部に翻弄されるバンドの迷走が描かれており、ヒップホップ・ロックンローラー・覆面バンド・グループサウンズ・ニューロマンティック・聖飢魔IIなどなど13形態もの変化をしている。なお、登場する上役は本物のビクター社員である[26]。
- 「GALAXY」のアウトロは同じく宇宙をテーマにしたBUMP OF CHICKENの「天体観測」のアウトロをオマージュしている。ライブでのアンコールなどで何度かカバー[27]。
- 「OS」は野外フェスティバル「OTODAMA'14〜音泉魂〜」の非公式テーマソング「清水音泉ぶっとばす(仮)」として制作された。「OS」とは歌詞が一部異なる。初出演となった「OTODAMA'14〜音泉魂〜」のチケットの売れ行きが心配となり2014年9月1日にYouTubeに「清水音泉ぶっとばす(仮)」として投稿された。現在は削除されている[28]。翌2015年は同フェスの大トリを務めたが、2016年はバンド名を「キョネンオオトリ」に1日限定の強制改名をさせられ、トップバッターを務めた。
- 「MEGA SHAKE IT!」の歌詞内の「ハウス」は「ハウスミュージック」とタイアップCMの会社「ハウスウェルネスフーズ」をかけたもの。また、「司会者」はタモリのことである。「ミュージックステーション」出演時に言及された。
- J-WAVE「キュウソネコカミのTHE KINGS PLACE」のコーナー「キュウソネコカミの解体新書」では曲を作るにあたり参考になった曲を挙げていた。

| 曲名                         | 放送日         | 参考曲                                                                                           |
| ---------------------------- | -------------- | ------------------------------------------------------------------------------------------------ |
| NO THINKING                  | 2014年10月13日 | Psysalia Psysalis Psyche「Midunburi」                                                            |
| ウツロウココロ               | 2014年10月20日 | group inou「HEARTS」ブラック・キッズ「ルック・アット・ミー」                                     |
| 空芯菜                       | 2014年10月27日 | レッド・ホット・チリ・ペッパーズ「バイ・ザ・ウェイ」モーモールルギャバン「Hello!! Mr.Coke-High」 |
| カワイイだけ                 | 2014年11月3日  | フォールズ「マイ・ナンバー」「Inhaler」サカナクション「ナイトフィッシングイズグッド」            |
| 役立たず                     | 2014年11月10日 | The Mirraz「勇者になりたいさまようよろいは今日も一人で考える」a flood of circle「シーガル」      |
| サブカル女子                 | 2014年11月17日 | モーモールルギャバン、フジファブリック、キングギドラなどの要素。                                 |
| テレキャスばっか             | 2014年11月24日 | ZAZEN BOYSを目指して                                                                             |
| OS                           | 2014年12月1日  | SiM「Amy」ザ・ケミスツ「STOMPBOX」                                                               |
| KMDT25                       | 2014年12月8日  | モーニング娘。「恋愛レボリューション21」フジファブリック「夜明けのBEAT」                         |
| オリジナリティ               | 2014年12月22日 | 快速東京の「曲の短さ、曲の速さ」the Mirrazの「歌詞の中に固有名詞を入れる事」                     |
| ファッションミュージック     | 2014年12月29日 | Sawagi「PANDA」the telephones「MONKEY DISCOOOOOOO」                                              |
| MEGA SHAKE IT!               | 2015年10月5日  | ゴールデンボンバー「女々しくて」ダフト・パンク「ONE MORE TIME」                                  |
| ハッピーポンコツ             | 2015年10月12日 | 銀杏BOYZ「あいどんわなだい」「若者たち」                                                         |
| 泣くな親父                   | 2015年10月19日 | スピッツ「メモリーズ」ザ・ラカンターズ「サルート・ユア・ソリューション」                         |
| Scary song                   | 2015年10月26日 | 撃鉄「coolなとき忘れたJapanese」サントラ「世にも奇妙な物語のテーマ」                             |
| ビーフorチキン               | 2015年11月9日  | レッド・ホット・チリ・ペッパーズ「CAN'T STOP」EGO-WRAPPIN'「GO ACTION」                          |
| イマジネンス                 | 2015年11月23日 | プロディジー「OMEN」ザ・ボヒカズ「WHERE YOU AT」                                                 |
| 適度に武士道、サムライBOYS。 | 2015年12月9日  | MONGOL800「小さな恋のうた」エレファントカシマシ「ガストロンジャー」                              |
| 春になっても                 | 2015年12月28日 | フジファブリック「桜の季節」オーケー・ゴー「I WON'T LET YOU DOWN」                               |
| 友達仮                       | 2016年1月25日  | 0.8秒と衝撃。「POSTMAN JOHN」アークティック・モンキーズ「Ieddy Picker」                          |

- 「記憶にございません」に登場する女性の声はSHISHAMOの宮崎朝子[29]。
- 「ヤブ医者」はヤマサキセイヤの実話が元となっている。歌詞中のヘルペスはアルバム発売時には完治した[30]。
- 2016年3月13日に行われた「DMCC REAL ONEMAN TOUR -EXTRA!!!-」最終日にはゲストに軽部真一、宮崎朝子(VTR)が出演。ライブは赤字となった[31]。
- 「T.M.Revolution『HOT LIMIT』みんなで踊ってみたミュージックビデオ」に出演[32]。
- レキシの5thアルバム『Vキシ』収録曲「KMTR645 feat. ネコカミノカマタリ」に参加。2016年8月17日に行われた全国ツアー「レキシツアー 遺跡、忘れてませんか？」最終公演「レキシツアー 遺跡、忘れてませんか？〜大きな仏像の下で〜」にて初の日本武道館ライブを行った。SPACE SHOWER MUSIC AWARDSにて「BEST COLLABORATION」を受賞。メンバーのレキシネームは以下の通り。
  - ヤマサキセイヤ：ヤマサキ春の藩まつり
  - オカザワカズマ：カズマックス江戸を疾走る
  - ソゴウタイスケ：退助は自由だ！
  - ヨコタシンノスケ：おら、たかすぎしんのすけ
  - カワクボタクロウ：一富士二鷹サンタクロース
- 『にゅ〜うぇいぶ』収録の「TOSHI-LOWさん」はTOSHI-LOW(BRAHMAN)から「自分の曲を書け」という要望から生まれた。2017年9月3日の「OTODAMA'17〜音泉魂〜」にて、BRAHMANが初出演した際に初めて演奏、以後この曲でもクラウドウォークをすることが恒例となっている。
- 超能力戦士ドリアン「ヤマサキセイヤと同じ性別」のミュージックビデオにヤマサキセイヤが影のフィクサー役として出演。これはキュウソネコカミのファンである超能力戦士ドリアンのメンバーによって実現したもの。
- 2018年8月4日の「ROCK IN JAPAN FESTIVAL 2018」にて、出演5回目にして初の最大規模ステージGRASS STAGEに初出演。約6万人の前で演奏を行った。2019年も同ステージに出演。
- 「米米米米（べいまいべいべー）」のミュージックビデオは農業機械メーカークボタのYouTubeチャンネルの特別映像『LOVE米プロジェクト』として公開された。米粒にのりつけ雅春「アフロ田中シリーズ」、高橋留美子「うる星やつら」、山本崇一朗「からかい上手の高木さん」、窪之内英策「ツルモク独身寮」、畑健二郎「ハヤテのごとく!」のシーンが微細切削加工により描かれている。
- 『ギリ平成』収録曲の「ギリ昭和」に一部の歌詞を「令和」に変更した「ギリ昭和 〜完全版〜」のミュージックビデオを、新元号が発表されてからわずか45分後に発表。レコーディングスタジオで令和発表まで待機し、発表後すぐさま録音が開始された[33]。新元号同日の5月1日に配信シングルとしてリリース。
- ヤマサキセイヤのa.k.a 赤ネットシコ太郎は2021年4月25日のミッドナイト・ダイバーシティー〜正気のSaturday Nightのコーナー「アコースティックヤマサキ」のコーナーで生まれたヤマサキセイヤの別名義である。
- 主催ライブの公演名に付いている「DMCC」は、「窮鼠猫を噛む」の英訳である「Despair makes cowards courageous」の頭文字を取ったものである。
- 2023年2月15日、和歌山県警察特殊詐欺防止広報大使に委属された[34]。